# Rojîcina, Șepetivka
Rojîcina (în ucraineană Рожична) este localitatea de reședință a comunei Rojîcina din raionul Șepetivka, regiunea Hmelnîțkîi, Ucraina.

## Demografie
Componența lingvistică a localității Rojîcina
     Ucraineană (98,88%)
     Rusă (1,12%)
Conform recensământului din 2001, majoritatea populației localității Rojîcina era vorbitoare de ucraineană (98,88%), existând în minoritate și vorbitori de rusă (1,12%).